# E 4900
Ne doit pas être confondu avec X 4900 ou Z 4900.
Les E 4900 sont une courte série de sept locomotives électriques livrées en 1937 et 1938 pour assurer la traction de trains de travaux et de marchandises sur la ligne de Sceaux pour le compte de la compagnie du chemin de fer métropolitain de Paris puis de la régie autonome des transports parisiens.
Ces locomotives sont cantonnées au service de travaux après l'abandon en 1985 de la desserte marchandises mais vieillissantes, inutilisables sur des travaux nécessitant l'interruption de l'alimentation électrique, elles sont remplacées par des locomotives Diesel du type BB 63500 au milieu des années 2000.

## Description
Si les E 4900 s'inspirent, par leur aspect, des BB 800 du réseau de l'État, elles partagent bon nombre d'organes avec les automotrices Z 23000 (bogies de type « Pennsylvania », équipement électrique Jeumont-Heidmann...), ce qui facilite la maintenance des deux séries et réduit son coût. Les locomotives comportent quatre moteurs Jeumont TC1274, un pour chaque essieu de chaque bogie.
La caisse se compose de deux cabines de conduite et d'un compartiment d'appareillage. Ce dernier occupe le centre de la locomotive ; il est longé par deux couloirs latéraux. Une porte unique, au milieu de chaque face, permet d'accéder aux couloirs et aux cabines. Les faces frontales sont munies d'une porte d'inter-circulation utilisable lors des marches en unités multiples.
Les locomotives sont équipées d'un seul pantographe dont le modèle, à la faveur des révisions, est aligné sur celui des Z 23000.
| Image externe |                                       |
|               | Unité double d'E 4900 sur rail4402.fr |

La caisse, d'abord verte avec un toit argenté, est repeinte en jaune à partir de 1972 ; le toit et le bas de caisse sont peints en noir et des barres de visibilité de la même couleur sont apposées sur les faces frontales comme sur le reste du parc de maintenance de la RATP ; les traverses de tamponnement sont rouge vermillon.
Selon le profil de ligne, les E 4900 peuvent remorquer une charge atteignant 1 135 t. L'utilisation de ces locomotives en unité double est courante.

## Carrière et services
Commandées en 1934 auprès de la Compagnie générale de construction à Saint-Denis, construites en 1935-1936, les E 4900 sont livrées en 1937 et mises en service en 1938. Elles constituent l'unique série de locomotives électriques spécifiquement conçues pour la CMP.
Le 1er janvier 1985, la RATP cesse d'assurer le transport des marchandises sur la ligne B du RER d'Île-de-France. La série des E 4900, bien qu'amputée d'une unité après une demande de réforme de l'E 4901 formulée le 25 novembre 1994, suffit à assurer l'ensemble des trains de travaux sur le réseau du RER, d'autant qu'elle est épaulée par douze BB 800 rachetées à la SNCF entre 1969 et 1973.
Au début des années 1990, quatre des six locomotives font l'objet de modifications importantes touchant le câblage, l'appareillage électrique et pneumatique, réutilisant pour cela des équipements de Z 23000 réformées ; ce sont dès lors les seules à circuler en ligne, remorquant des trains de matériel entre les différents ateliers du RER. Les deux autres, qui ont pratiquement conservé leur état d'origine, sont cantonnées aux manœuvres dans les ateliers de Rueil-Malmaison et Massy - Palaiseau. L'utilisation pour les trains de travaux, à partir des années 1990, d'engins de levage ne pouvant circuler qu'avec la caténaire hors tension condamne à terme les E 4900. Leur remplacement par des BB 9400, un temps envisagé, ne se concrétise pas et ce sont des tracteurs Diesel de la série T 160 (BB 63500) qui prennent la relève au milieu des années 2000.